# Morten Thorsby
Morten Thorsby, född 5 maj 1996 i Oslo, är en norsk fotbollsspelare (mittfältare) som spelar för Genoa.

## Klubbkarriär
Den 11 januari 2019 värvades Thorsby av italienska Sampdoria, där han skrev på ett fyraårskontrakt med start den 1 juli 2019.
Den 19 juli 2022 värvades Thorsby av Union Berlin, där han skrev på ett treårskontrakt. I juli 2023 återvände Thorsby till Italien och lånades Thorsby ut till Genoa på ett låneavtal över resten av säsongen med option på köp.

## Landslagskarriär
Thorsby debuterade för Norges landslag den 11 november 2017 i en 2–0-förlust mot Nordmakedonien, där han blev inbytt i den 69:e minuten mot Martin Ødegaard.